# Lužec pod Smrkem (železniční zastávka)
Lužec pod Smrkem je název železniční zastávky v části Lužec města Raspenava v Libereckém kraji. Zastávka je mezilehlá na trati Raspenava – Bílý Potok pod Smrkem. S výstavbou zastávky – jakožto s výstavbou celé tratě – se začalo v polovině dubna 1899 a dokončena byla v roce 1900. Provoz na trati byl zahájen 3. května 1900. Je situovaná jihovýchodně od nechráněného železničního přejezdu v raspenavské Lužecké ulici. Název zastávky Lužec pod Smrkem se objevil ve scénce Lubomíra Lipského „Šťastnou cestu“.[zdroj?]

## Popis zastávky
Zastávka je jednokolejná. Podle plánů, dle kterých byla železniční trať stavěna, zde sice měla být postavena stanice, avšak realizována byla pouze manipulační kolej, jež byla navíc v šedesátých letech 20. století snesena. Severovýchodně od kolejiště je postavena čekárna ve formě plechového přístřešku.